# Volvo EX30
El Volvo EX30 es un vehículo eléctrico de batería fabricado por Volvo Cars en China.[cita requerida]
Las ventas en Europa se iniciaron en 2024. Hay varias versiones con uno o dos motores.

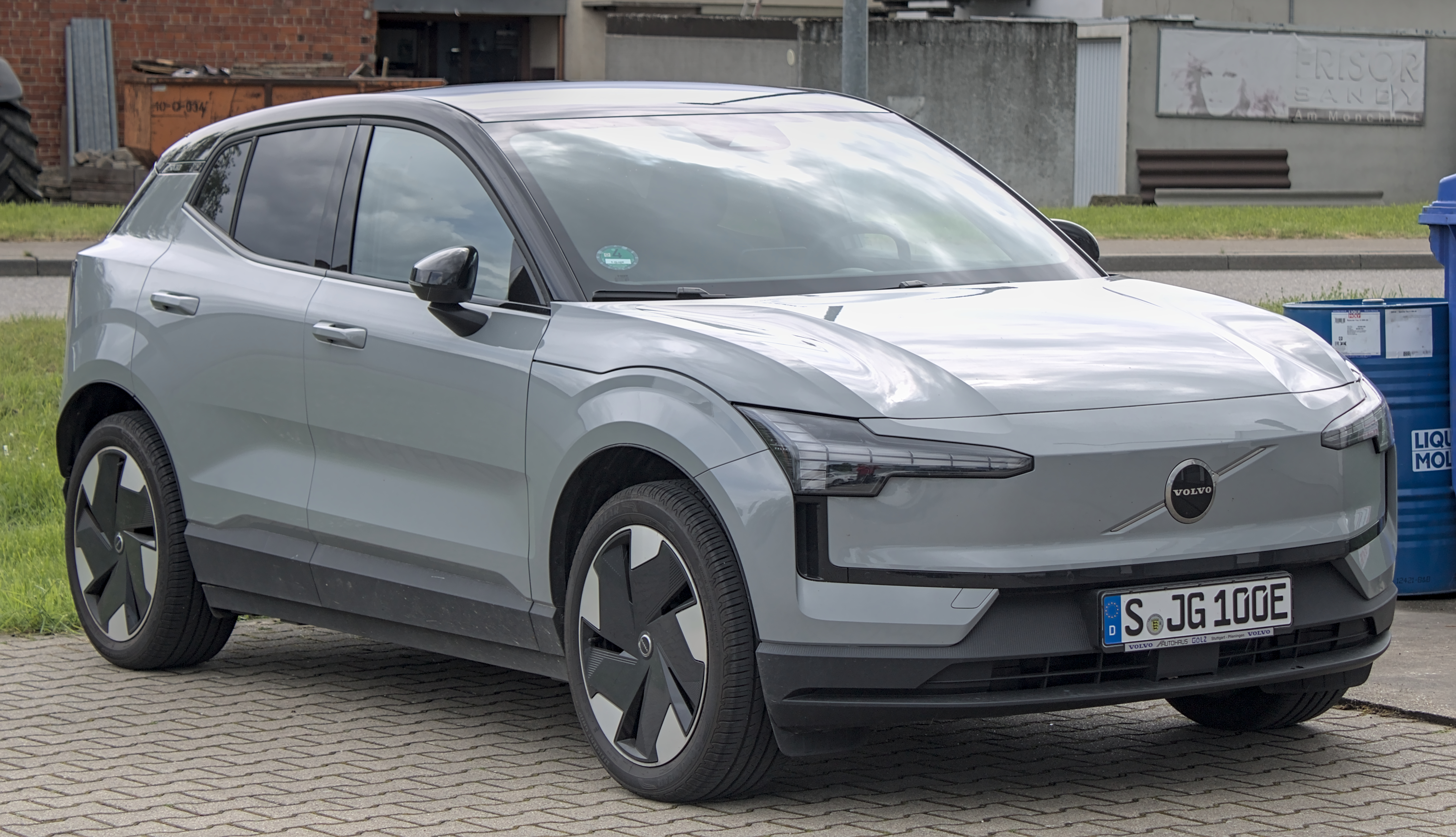
En Stuttgart en abril de 2024
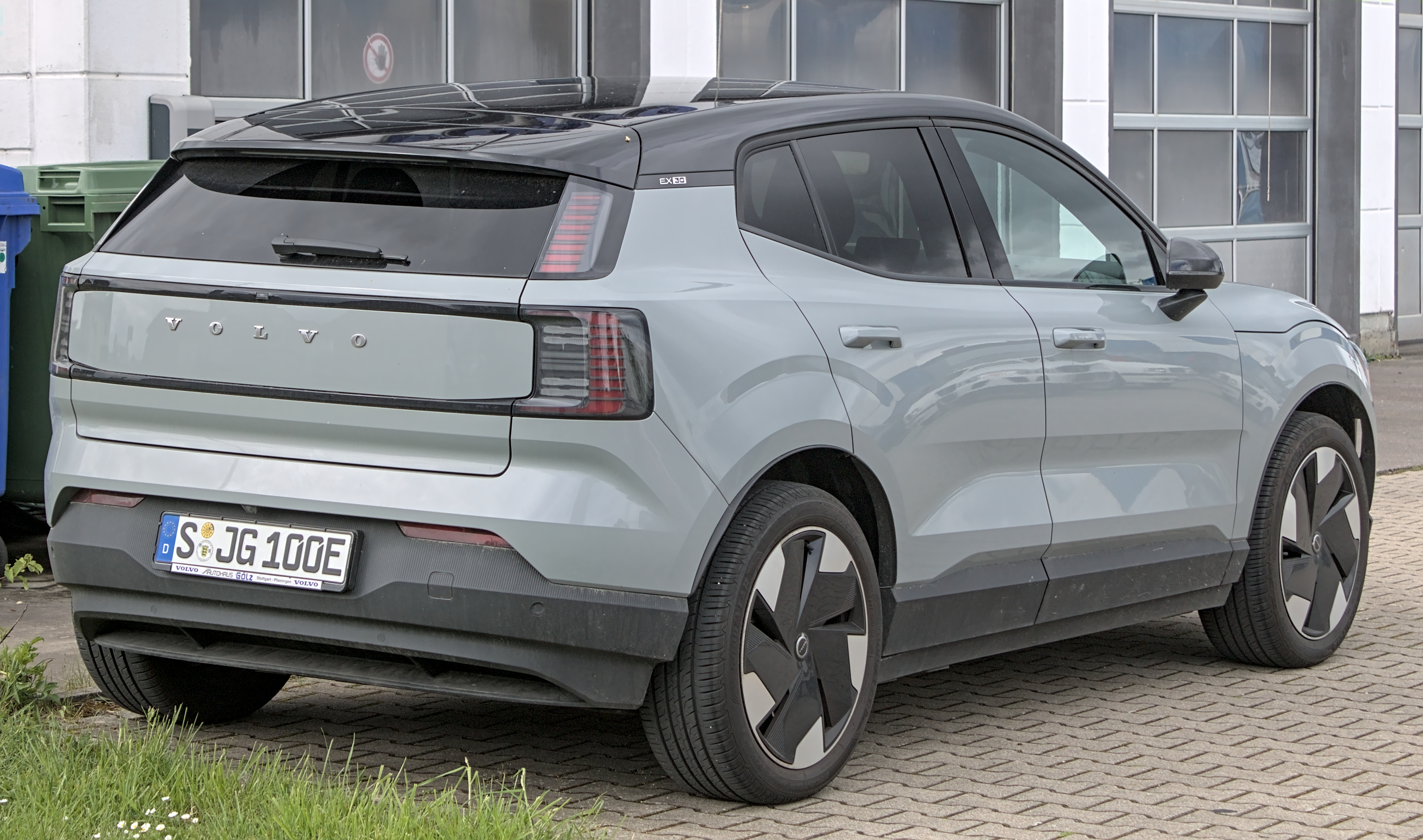
Vista lateral-trasera
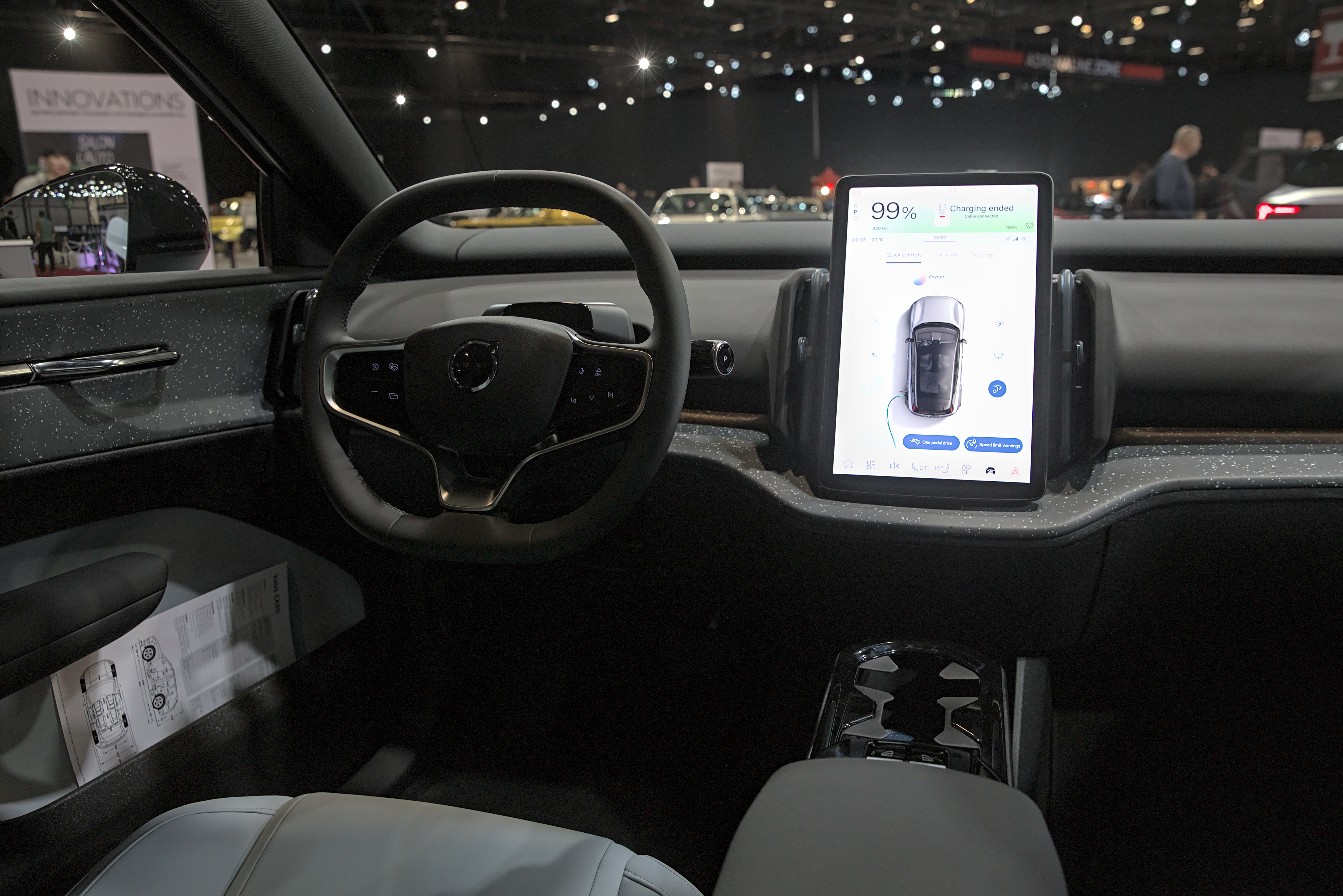
Interior en el Salón del Automóvil de Ginebra de 2024